# Santos-Dumont Demoiselle
Demoiselle (in francese, "damigella") è una famiglia di monoplani ultraleggeri che il pioniere dell'aviazione franco-brasiliano Alberto Santos-Dumont realizzò a partire dal 1907.
Inizialmente progettati come aerei sperimentali e da competizione, i Demoiselle incontrarono poi un buon successo di vendite come aerei sportivi o per uso privato. Ne vennero costruite diverse versioni (19, 19-bis, 20, 21, 22), alcune delle quali vennero prodotte in serie.

## Storia del progetto
Alberto Santos-Dumont era un pioniere dell'aviazione famoso, oltre che per i suoi precedenti exploit con i dirigibili, per aver effettuato nel 1906, con il suo biplano 14-bis, il primo volo di una macchina "più pesante dell'aria" in Europa; si era allora aggiudicato il premio messo in palio da Ernest Archdeacon per il primo volo (europeo) lungo più di 25 metri, oltre a un premio dell'Aéro-Club de France per il primo volo di oltre 100 metri. Nel 1907 Henri Farman, a bordo di un velivolo Voisin, si aggiudicò un secondo premio Archdeacon per il primo volo di oltre 300 metri, battendo il record di distanza europeo fino ad allora appartenente a Santos-Dumont. Questi abbandonò dunque gli esperimenti con i dirigibili che avevano continuato a occuparlo e si dedicò interamente alla progettazione di un nuovo aeroplano, con il quale sperava di vincere un altro premio, messo in palio congiuntamente da Archdeacon e da Henri Deutsch de la Meurthe, per un volo di un chilometro su circuito chiuso.

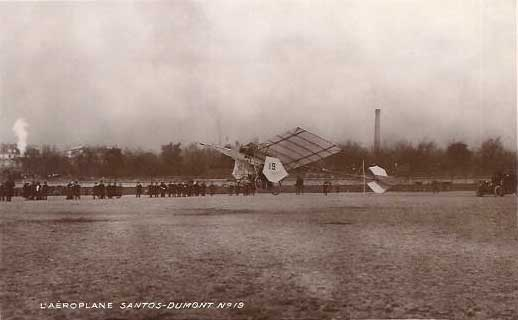
Il Santos-Dumont 19 in volo; si notano le superfici verticali mobili collocate ai lati della postazione del pilota, che in un primo tempo sostituirono gli alettoni per il controllo della direzione, e la singola trave di coda.

Il Santos-Dumont 19 – indicato anche come Demoiselle, insieme a tutti i successivi modelli Santos-Dumont fino al 22, variazioni su un unico tema di base – venne originariamente sviluppato per competere per quel premio. Santos-Dumont lo progettò nel corso dell'ottobre del 1907; la costruzione del primo esemplare da parte dei suoi operai avvenne nell'officina di Neuilly, presso Parigi, e richiese appena due settimane; l'aereo venne presentato a Issy-les-Moulineaux il 16 novembre.

## Tecnica
Il Santos-Dumont 19 Demoiselle era un monoplano ad ala alta a parasole, monoposto, monomotore, ad elica traente, con impennaggi in coda. Si caratterizzava soprattutto per l'eccezionale semplicità di costruzione e la conseguente leggerezza della struttura: il velivolo, pronto per il decollo, pesava senza pilota appena 56 kg.
La struttura dell'ala, di piccola apertura e di ridotto allungamento, era formata da 2 longheroni e un totale di 14 centine in legno d'abete, con rivestimento in seta verniciata; l'ala aveva un marcato diedro. Una robusta trave in bambù, che costituiva la struttura portante del velivolo, correva longitudinalmente per tutta la sua lunghezza, unendo il gruppo motopropulsore, l'ala dietro di esso e – per mezzo di un giunto cardanico – gli impennaggi cruciformi intelati in coda. Sotto l'ala, vincolato ad essa e alla trave longitudinale da una struttura in bambù rinforzata da cavi metallici, era collocato il posto di pilotaggio, completamente aperto e non protetto. Il carrello d'atterraggio si componeva di tre ruote a raggi (due anteriori all'altezza del bordo d'attacco dell'ala e una posteriore dietro il seggiolino del pilota) ed era integrato da un pattino di coda che impediva agli impennagi di urtare il suolo.
Il motore era un boxer bicilindrico da 18 CV, raffreddato ad aria, costruito dalla ditta Dutheil et Chalmers; azionava, in presa diretta, un'elica a due pale "a pagaia" pesante 2 kg e con un diametro di 1,35 m. Il serbatoio della benzina che alimentava il motore era collocato in prossimità di quest'ultimo, sopra il posto di pilotaggio.
Il controllo del volo era affidato, per quanto riguardava il beccheggio, al piano orizzontale dell'impennaggio, integrato da una piccola superficie orizzontale mobile, di forma esagonale, collocata di fronte al pilota; per quanto riguardava la direzione, anziché dagli alettoni (pur già sperimentati da Santos-Dumont sui suoi aeroplani precedenti), il controllo del volo dipendeva da una coppia di insolite superfici verticali mobili pure di forma esagonale, sistemate ai lati del pilota e azionate da costui spostando il suo seggiolino a destra o a sinistra, e da un tradizionale timone in coda.
In seguito, sullo stesso modello 19 e sui modelli successivi, le superfici di controllo laterali sarebbero state abbandonate in favore di alettoni o sistemi di svergolamento alare, comunque più convenzionali; a bordo delle versioni seguenti sarebbero stati installati motori ed eliche diverse, sarebbero state sperimentate diverse configurazioni del carrello e sarebbero state apportate altre modifiche più o meno radicali.

## Impiego operativo
Il primo volo del modello 19 avvenne il 17 novembre 1907 sul campo di volo di Issy-les-Moulineaux, improvvisato su un terreno che l'esercito francese aveva concesso in prestito all'Aéro-Club de France. Il pilota era Santos-Dumont stesso, che aveva sempre condotto personalmente i suoi aeromobili. In quell'occasione, e di nuovo il giorno successivo, egli compì voli di circa 200 m. Il 21 novembre la rottura di una pala dell'elica fece precipitare l'aeroplano, senza conseguenze per il pilota. Volendo sostituire, oltre all'elica, anche il motore, Santos-Dumont ne approfittò per eliminare le insolite superfici di controllo di direzione in favore di una coppia di alettoni. L'aereo ricevette infine una coppia di eliche Tatin azionate da un unico motore tramite due cinghie di trasmissione, una delle quali incrociata in modo da garantire la simmetria delle forze. Venne presentato al pubblico il 17 dicembre, ma fu abbandonato prima della fine dell'anno.

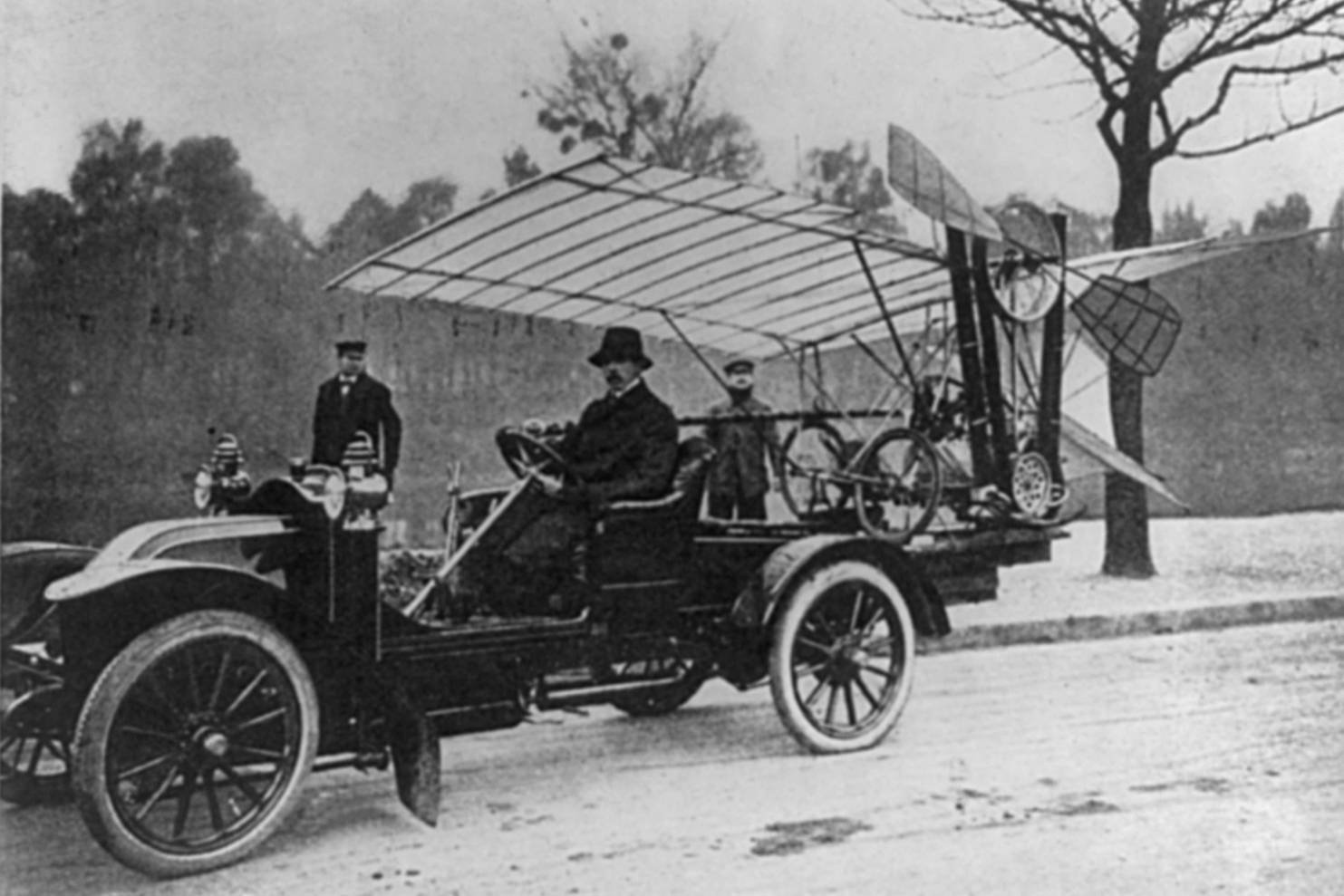
I Demoiselle erano talmente leggeri da poter essere caricati su una normale automobile per il trasporto. Qui, Santos-Dumont al volante porta il modello 19-bis (si noti l'elica Tatin) verso il campo di volo.

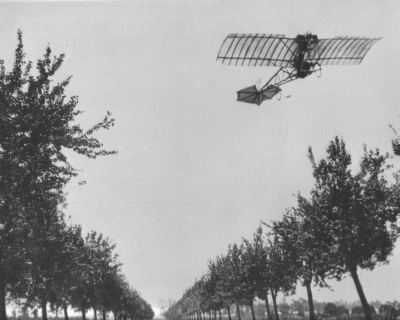
Questa immagine di un Demoiselle in volo evidenzia in modo relativamente chiaro la struttura a traliccio piramidale, basata su tre travi in bambù, che sostituì a partire dal modello 20 la trave di coda singola.

Il 13 gennaio 1908 Henri Farman vinse il premio per il primo volo di un chilometro in circuito chiuso. In agosto, a le Mans, lo statunitense Wilbur Wright diede una serie di dimostrazioni delle capacità del suo Wright Model A che impressionò profondamente l'opinione pubblica francese, fino ad allora molto scettica circa la loro pretesa di essere stati i primi ad aver volato con una macchina "più pesante dell'aria" già nel 1903. Nello stesso periodo riemersero alcuni controversi resoconti relativi ai tentativi di volo svolti dal francese Clément Ader nel 1897 con il suo Avion III: il vivace dibattito sulla paternità del primo volo si spostò così sulla contesa tra i sostenitori dei Wright e quelli di Ader, mentre l'importanza dei voli del 14-bis di Santos-Dumont nel 1906 passava in secondo piano. Verso la fine del 1908, tuttavia, un Santos-Dumont in preda allo sconforto ebbe modo di restare piacevolmente sorpreso dalla richiesta, che gli venne avanzata da più di un pilota sportivo, di poter acquistare un Demoiselle in previsione dei meeting aeronautici in programma per l'anno successivo.
Il 16 novembre 1908 venne dunque completato un velivolo simile al modello 19, dal quale si differenziava tuttavia per una serie di caratteristiche: l'apertura alare era stata aumentata (l'ala aveva ora un totale di 26 centine); le superfici di controllo esagonali erano state eliminate; era stata ripristinata l'elica singola, ora una Tatin di diametro incrementato; il motore era stato sostituito con un V8 Antoinette da 24 CV il quale, piazzato davanti al pilota anziché sopra di lui, azionava l'elica tramite una cinghia di trasmissione. Notevolmente appesantito dal nuovo motore l'aereo, battezzato 19-bis, non riuscì a decollare. Per sperimentare motori diversi, la ditta Clément-Bayard (con cui Santos-Dumont aveva già proficuamente collaborato nel campo della propulsione dei suoi aeromobili) costruì alcuni esemplari di questo modello (indicati però come 19, e non come 19-bis). Uno di essi fu collaudato da Hélène Dutrieu, una sportiva che – influenzata dai voli dei fratelli Wright a cui aveva assistito a le Mans e avvantaggiata dal suo peso molto ridotto – aveva deciso di esplorare il mondo dell'aviazione; priva di esperienza di pilotaggio (poiché all'epoca per mettersi ai comandi di un aeroplano non era richiesto un brevetto) e trovandosi inoltre tra le mani un aereo instabile, veloce e dotato di un motore molto potente (si trattava, per l'occasione, di ben 50 CV), ella portò l'aereo a schiantarsi, senza tuttavia riportare ferite. Il suo addestramento sarebbe poi proseguito anche a bordo di versioni diverse del Demoiselle.
All'inizio del 1909 Santos-Dumont e la sua squadra, composta da quattro persone, ripresero a lavorare sul velivolo nel tentativo di perfezionarlo e di farne quindi, sfruttando la sua semplicità e relativa economicità, una macchina volante accessibile a tutti.
La trave di coda composta da un singolo bambù, rivelatasi troppo flessibile nel corso dei collaudi, venne sostituita da un traliccio piramidale composto da tre travi, sempre in bambù, collegate da strutture metalliche; le due inferiori si dipartivano dall'asse che univa le ruote del carrello, quella superiore era collocata nella stessa posizione della precedente trave singola; le tre si congiungevano in prossimità degli impennaggi. La ruota posteriore del carrello era collocata a metà della lunghezza del traliccio. Gli alettoni vennero sostituiti con un sistema di svergolamento alare; l'elica, grazie ad alcuni test che vennero condotti da Lucien Chauvière nella galleria del vento di Gustave Eiffel (situata all'epoca ai piedi della tour Eiffel), ebbe la sua efficienza notevolmente migliorata; Santos-Dumont intervenne personalmente sul motore Darracq migliorandolo fino a portare la sua potenza a 35 CV. (Secondo un'altra fonte, Santos-Dumont progettò da zero un motore nuovo, sempre un boxer bicilindrico ma ora raffreddato ad acqua, capace di sviluppare 30 CV.)  I collaudi del modello 20, sempre indicato come Demoiselle (ma a volte citato come Bébé o Joujou) cominciarono all'inizio del 1909 a Issy.
L'aereo diede buona prova di sé, rispondendo bene ai comandi e rimanendo in volo senza difficoltà per percorsi anche di 2 km, toccando una velocità di 90 km/h. Si trattava comunque di un aereo veloce e instabile, difficile da pilotare e adatto solo ad aviatori particolarmente minuti (sia Santos-Dumont che Hélène Dutrieu, ad esempio, non arrivavano a pesare 50 kg). In seguito a un incidente a Issy l'aereo venne portato a Saint-Cyr per essere riparato e modificato: ricevette un pattino di coda in sostituzione della ruota posteriore e un serbatoio di forma conica installato alle spalle del pilota. Durante i primi mesi estivi Santos-Dumont continuò a volare, con l'intenzione sia di provare il velivolo sia di migliorare le sue capacità di pilota, spostandosi intorno a Parigi e all'Île-de-France. In particolare, egli vinse una scommessa con l'aviatore Maurice Guffroy riuscendo a coprire gli 8 km tra Saint-Cyr e Buc in 5 minuti.
A quell'epoca tuttavia a Santos-Dumont fu diagnosticata la sclerosi multipla, che (anche se solo per ragioni precauzionali) gli avrebbe impedito di tornare a pilotare. Egli allora rinunciò ai diritti di fabbricazione del Demoiselle; diverse aziende (la prima delle quali fu la Clément-Bayard) decisero allora di produrre l'aereo per conto proprio. Alcuni di coloro che avevano prenotato l'acquisto di un aereo presso Santos-Dumont si rivolsero ad esse, ma alcuni Demoiselle vennero anche realizzati privatamente, a livello artigianale. Un primo Demoiselle costruito dalla Clément-Bayard, dotato di un boxer bicilindrico dopo il fallimento dei collaudi con un più pesante motore in linea a 4 cilindri, venne presentato al salone dell'aeronautica che si tenne a Parigi nel settembre 1909; inizialmente indicato come modello 20, venne poi messo in vendita come modello 21 a un costo unitario di 7 500 franchi, una somma equivalente a circa il triplo dei guadagni di un anno di un professionista parigino medio ma pur sempre inferiore di quasi 20 000 franchi al prezzo del più economico tra gli altri velivoli in commercio. L'aereo, apprezzato dal pubblico, riscontrò un buon successo nelle vendite, nonostante le sue caratteristiche di pilotaggio ne facessero ancora un aereo "difficile", inadatto a piloti inesperti. La Dutheil et Chalmers, che aveva previsto di costruire in serie il Demoiselle e di metterlo in vendita ad appena 5 000 franchi, e che aveva anche ricevuto da Santos-Dumont un modello 20 (incompleto) da usare come integrazione dei disegni tecnici, non arrivò infine ad avviare la produzione del velivolo.
Nel novembre del 1909 Adolphe Clément-Bayard offrì a Santos-Dumont di pilotare il prototipo del modello 22, basato sulla concezione generale dei primi Demoiselle ma ampiamente rimaneggiato dai tecnici della ditta; l'aereo era appesantito da una struttura ora metallica, irrobustita e più sicura, da un'ala rinforzata e da un motore Clément-Bayard a 4 cilindri in linea, raffreddato a liquido, capace di erogare 50 CV. L'aereo, in grado di raggiungere i 112 km/h, vinse ai comandi del pilota Edmond Audemars diverse competizioni sportive nel corso del 1910. Anche Roland Garros si distinse ai comandi di un Demoiselle.
Dopo il volo con il prototipo del modello 22 Santos-Dumont abbandonò gradualmente l'aviazione. In particolare, egli smise definitivamente di pilotare in seguito a un incidente a bordo di un Demoiselle. I Demoiselle furono, comunque, gli ultimi aerei che progettò.

## Note

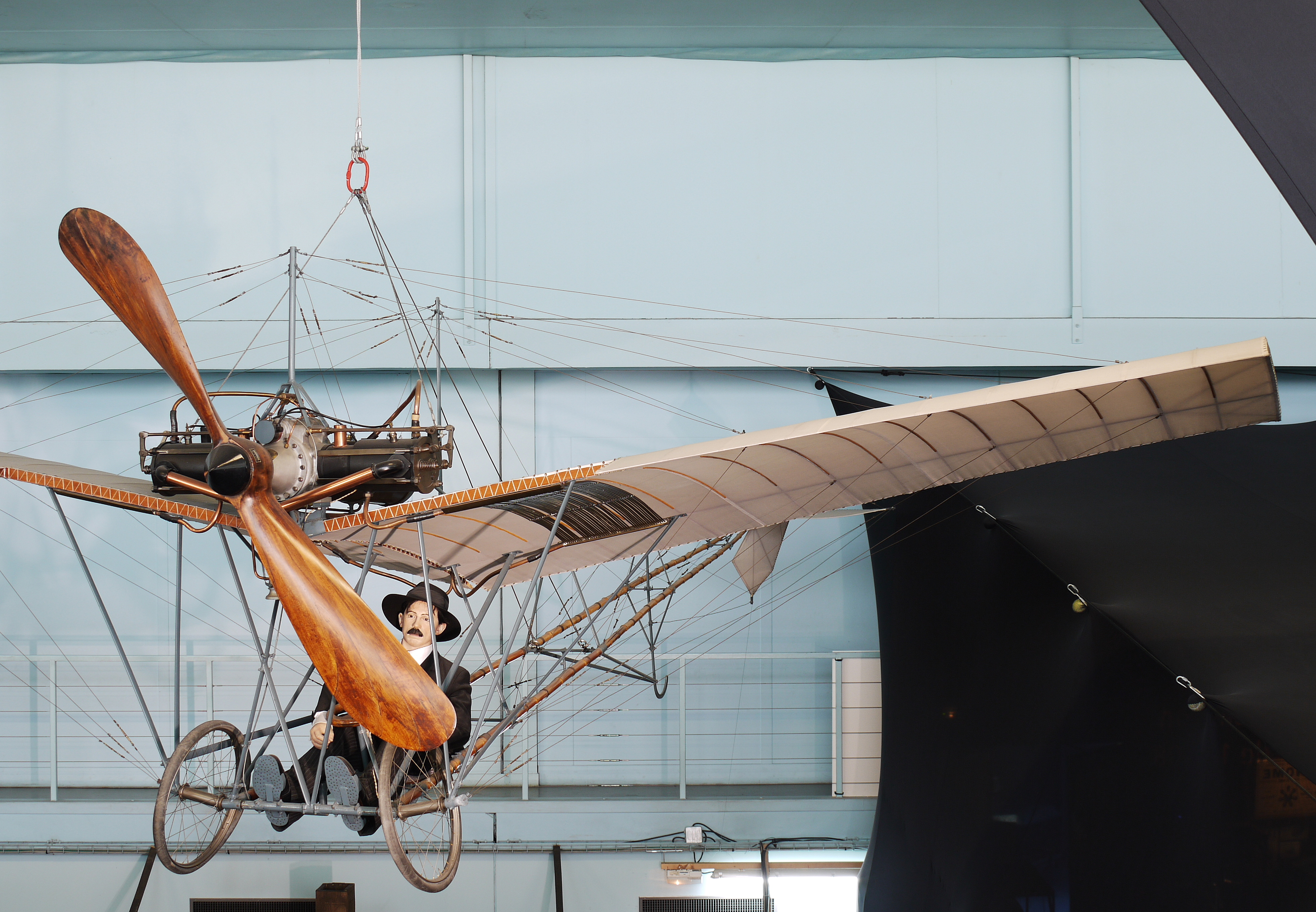
Un Demoiselle è conservato al Musée de l'Air et de l'Espace di Le Bourget, presso Parigi.

### Periodici
- (EN) Santos Dumont's "Demoiselle", in Flight, Sutton, Surrey - UK, Reed Business Information Ltd., 2 ottobre 1909,  pp. pp. 603-6. URL consultato il 17 agosto 2013.